# Coleobonzia argillae
Coleobonzia argillae är en spindeldjursart som först beskrevs av Den Heyer 1977.  Coleobonzia argillae ingår i släktet Coleobonzia och familjen Cunaxidae. Inga underarter finns listade i Catalogue of Life.